# Alcicornium wallichii
Alcicornium wallichii là một loài thực vật có mạch trong họ Polypodiaceae. Loài này được (Hook.) Underw. miêu tả khoa học đầu tiên năm 1905.